# Hammerfest
Hammerfest ( Hammerfest (?·pàg.); en sami septentrional: Hámmárfeasta) és un municipi situat al comtat de Finnmark, Noruega. El centre administratiu del municipi és el poble homònim. El terme municipal també inclou altres nuclis escampats arreu del territori.
El municipi ocupa part de tres illes: Kvaløya, Sørøya, i Seiland. La major part del municipi no té una connexió per carretera amb la resta de Noruega. Només l'illa Kvaløja es connecta a través del pont de Kvalsund.

## Informació general
El municipi de Hammerfest es va establir l'1 de gener de 1838. Incloïa la ciutat de Hammerfest i el vast districte rural que l'envolta. La llei requereix que tots els pobles han de ser separats dels seus districtes rurals, però a causa de l'escassa població, i molt pocs votants, això era impossible de dur a terme a Hammerfest el 1838, com en els municipis veïns de Vadsø i Vardø. Finalment, l'1 de gener de 1852, el districte rural va ser separat de la ciutat de Hammerfest per formar el nou municipi de Sørøysund. El districte nord de Måsøy es va separar el 1839, i el districte sud de Kvalsund es va separar el 1869. L'1 de gener de 1992, el municipi de Sørøysund es va fusionar amb la ciutat de Hammerfest per formar l'actual municipi de Hammerfest.

### Nom
El municipi porta el nom de la ciutat que va ser fundada el 1789. La ciutat va ser nomenada després d'un antic ancoratge. El primer element és el martell, en referència a una sèrie de grans roques, bo per a l'amarratge d'embarcacions, anomenat Hamran (nòrdic antic: Hamarr que significa "muntanya escarpada"). El Hamran és encobrir en la recuperació de la terra durant els primers anys de la postguerra. L'últim element és fest, del nòrdic antic festr que significa "subjecció" (per als vaixells).

### Escut d'armes
L'escut d'armes és relativament modern. Se'ls hi va concedir el 16 de desembre de 1938. L'escut mostra un os polar platejat sobre un fons vermell. L'os polar va ser triat com a símbol per a la pesca al mars polars del nord de Noruega. De fet, l'os polar no és natiu de Noruega continental.

### Esglésies
L'Església de Noruega té una parròquia (sokn) dins del municipi de Hammerfest. És part del deganat Hammerfest a la Diòcesi de Nord-Hålogaland.
| Parròquia (Sokn) | Nom de l'església      | Localització de l'església | Any de construcció |
| ---------------- | ---------------------- | -------------------------- | ------------------ |
| Hammerfest       | Església de Hammerfest | Hammerfest                 | 1961               |

## Història

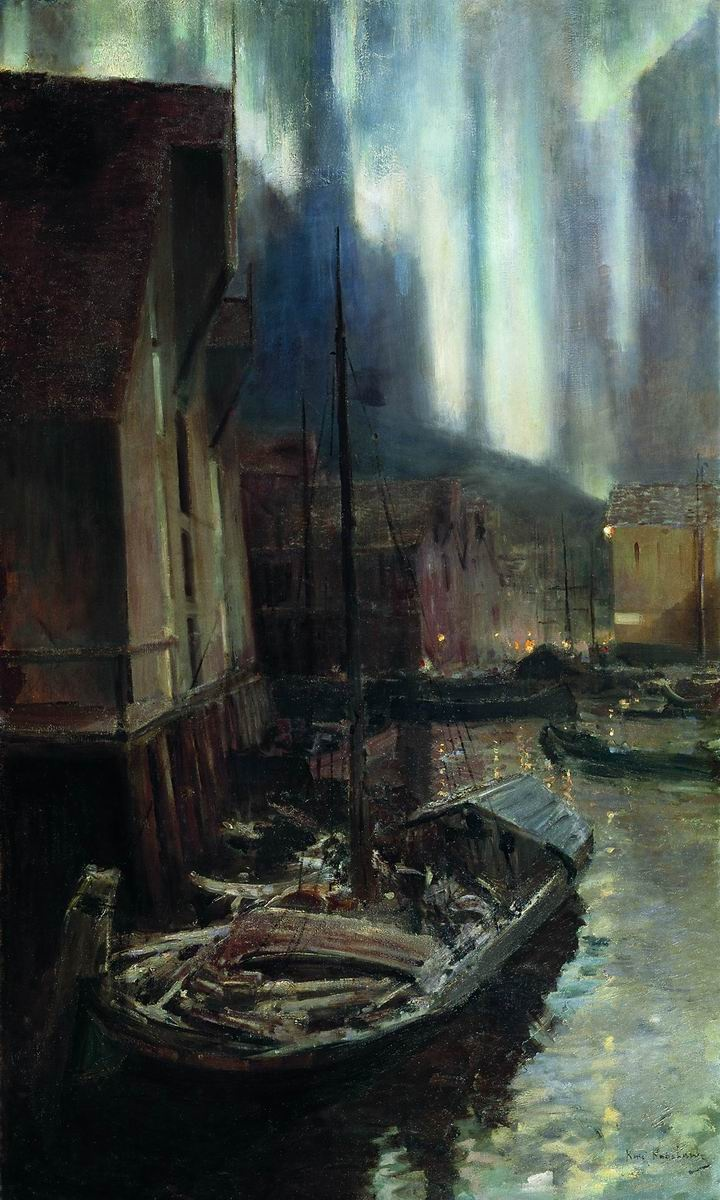
Pintura de Konstantin Korovin, inspirada en l'aurora boreal a Hammerfest

Es troben enterraments humans datats de l'edat de pedra. El lloc va ser un important assentament de caça i pesca.

### Guerres napoleòniques
Durant les guerres napoleòniques, el regne dano-noruec va ser atacat per Gran Bretanya i forçat a entrar en la guerra del costat de França. Aleshores era un dels centres de comerç i transport més importants de Finnmark, Hammerfest va ser objectiu de la Royal Navy va ser bloquejada per vaixells de guerra i en la seva defensa es mobilitzà als lapons i Kvens.

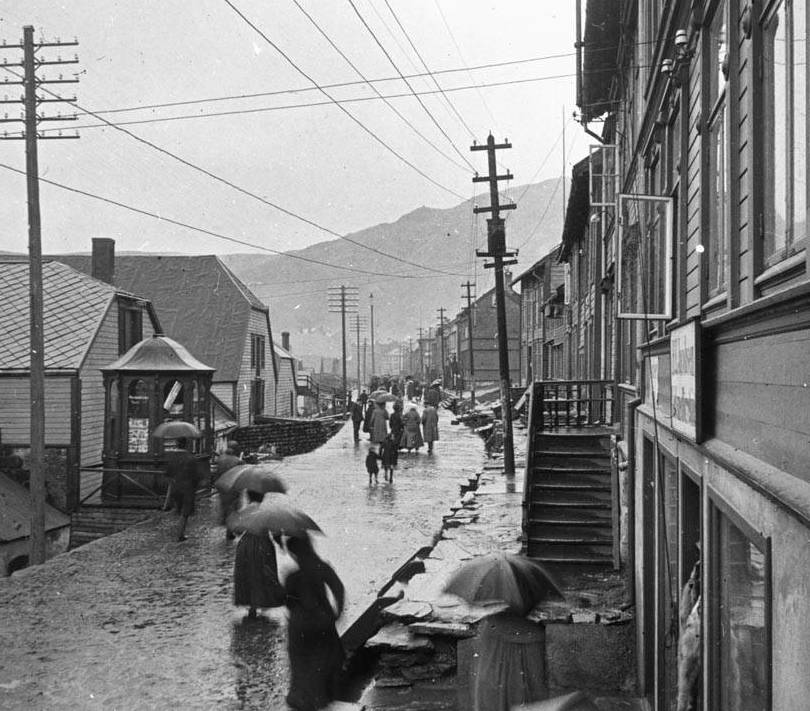
El Carrer Major de Hammerfest al 1909

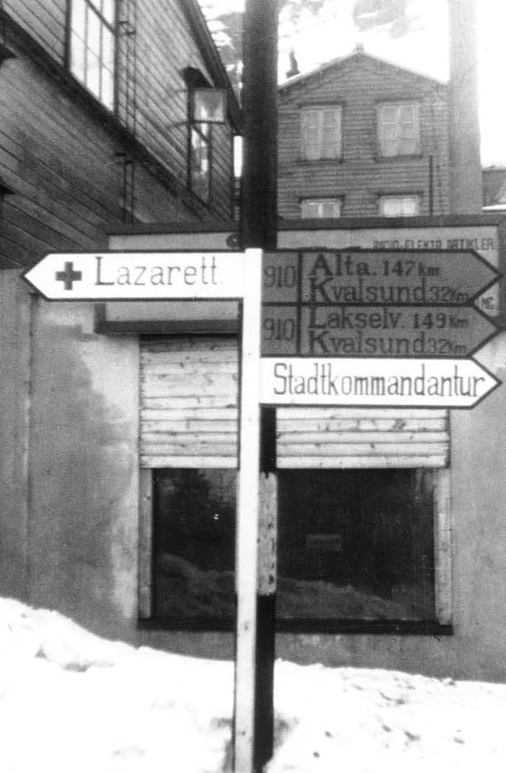
Senyalització alemanya a Hammerfest el 1941.

### Incendi el 1890
Hammerfest va ser afectat per un gran incendi el 1890 que va començar al forn i va acabar amb gairebé la meitat de les cases de la ciutat cremades. Després de l'incendi, Hammerfest va rebre donacions i ajuda humanitària de tot el món; el major donant individual de ser l'emperador Guillem II de Prússia. Guillem II havia visitat personalment la ciutat diverses vegades en el seu iot i tenia un gran afecte per la petita ciutat del nord.

### Llum elèctrica als carrers
El 1891, Hammerfest es va convertir en la primera ciutat del nord d'Europa en tenir enllumenat elèctric als carrers. La invenció va ser portada a Hammerfest per dos dels comerciants de la ciutat que havien vist una demostració de llum elèctrica en una fira a París.

### Destrucció a la Segona Guerra Mundial
Durant la Segona Guerra Mundial, en la Campanya de Noruega, els alemanys prengueren la ciutat i la convertiren en la seva principal base fortificada. La importància d'aquesta base es va incrementar quan s'inicià l'Operació Barbarossa d'invasió de la Unió Soviètica el 1941. La ciutat va ser destruïda pels alemanys en retirar-se.

## Geografia
El municipi abasta parts de tres grans illes: Kvaløya, Sørøya i Seiland, com també altres petites illes. El Parc Nacional de Seiland està parcialment situat al municipi. El parc nacional està cobert de fiords, inclou les glaceres de Seilandsjøkelen i de Nordmannsjøkelen i la muntanya de Seilandstuva, la qual cosa fa que sigui molt turístic.
Hammerfest diu ser la ciutat més septentrional del món, encara que el títol és disputat per Honningsvåg, Noruega (va assolir l'estatus de ciutat el 1996). La validesa de la reclamació depèn de la definició d'una ciutat; encara que Hammerfest és més al sud que Honningsvåg té una població de més de 5.000 habitants, que és requerit per la llei noruega per aconseguir l'estatus de la ciutat (llei del 1997). En retrospectiva, el Parlament va decidir que una ciutat ha d'estar ubicada en un municipi amb almenys 5.000 habitants. Però la disposició no té caràcter retroactiu. Honningsvåg és la ciutat més septentrional d'avui, a Noruega. La població de Barrow, a Alaska, consta d'una població de 4000, i és més al nord que els dos pobles de Noruega, però no reclama el títol de la ciutat més al nord. Alguns estrangers els pot resultar estrany que Hammerfest o Honningsvåg diuen ser ciutats, donada la petita grandària de tots dos llocs; els pot ajudar saber que l'idioma noruec no distingeix entre ciutat i poble. La traducció més propera d'un o altre terme és la paraula, és a dir, la traducció del Noruec al català és ambigua.
Hammerfest és, juntament amb Vardø, la ciutat més antiga del nord de Noruega. La ciutat de Hammerfest es troba a l'illa de Kvaløja, amb connexió per carretera amb el continent mitjançant el Pont de Kvalsund.

### Clima
Malgrat la seva alta latitud, no hi ha permagel en el sòl. Té una temperatura anual d'uns 2 °C, gairebé la mateixa que la d'Anchorage, Alaska, situat a una latitud de 61° nord. Les temperatures mensuals mitjanes de 24h oscil·len entre els -5 °C al gener a 11 °C al juliol. La precipitació mitjana anual és de 820 mil·límetres. Els mesos més secs són el maig, el juny i el juliol; amb una mitjana de 50 mil·límetres de pluja cada mes. El període més plujós és d'octubre a desembre.
Hammerfest rep sovint fortes nevades a l'hivern, i en algunes ocasions, les allaus o el risc d'allaus han obligat a alguns habitants a ser evacuats de les seves llars exposades fins que el perill hagués passat. Durant l'estiu, hi ha llum del dia contínua, mentre que durant l'hivern, el sol no s'eleva per sobre de l'horitzó.
| Dades climàtiques a Hammerfest     | Dades climàtiques a Hammerfest | Dades climàtiques a Hammerfest | Dades climàtiques a Hammerfest | Dades climàtiques a Hammerfest | Dades climàtiques a Hammerfest | Dades climàtiques a Hammerfest | Dades climàtiques a Hammerfest | Dades climàtiques a Hammerfest | Dades climàtiques a Hammerfest | Dades climàtiques a Hammerfest | Dades climàtiques a Hammerfest | Dades climàtiques a Hammerfest | Dades climàtiques a Hammerfest |
| Mes                                | gen                            | febr                           | març                           | abr                            | maig                           | juny                           | jul                            | ag                             | set                            | oct                            | nov                            | des                            | anual                          |
| ---------------------------------- | ------------------------------ | ------------------------------ | ------------------------------ | ------------------------------ | ------------------------------ | ------------------------------ | ------------------------------ | ------------------------------ | ------------------------------ | ------------------------------ | ------------------------------ | ------------------------------ | ------------------------------ |
| Màxima rècord °C (°F)              | 8.0 (46.4)                     | 7.7 (45.9)                     | 7.5 (45.5)                     | 11.5 (52.7)                    | 23.4 (74.1)                    | 27.9 (82.2)                    | 29.7 (85.5)                    | 26.6 (79.9)                    | 19.4 (66.9)                    | 14.8 (58.6)                    | 10.0 (50)                      | 9.1 (48.4)                     | 29.7 (85.5)                    |
| Màxima mitjana °C (°F)             | −2.2 (28)                      | −2.1 (28.2)                    | −1.0 (30.2)                    | 1.3 (34.3)                     | 5.6 (42.1)                     | 11.0 (51.8)                    | 14.7 (58.5)                    | 13.3 (55.9)                    | 8.8 (47.8)                     | 4.1 (39.4)                     | 0.9 (33.6)                     | −1.1 (30)                      | 4.44 (39.98)                   |
| Mitjana diària °C (°F)             | −5.2 (22.6)                    | −5.0 (23)                      | −3.7 (25.3)                    | −1.0 (30.2)                    | 3.2 (37.8)                     | 7.8 (46)                       | 11.3 (52.3)                    | 10.5 (50.9)                    | 6.6 (43.9)                     | 2.0 (35.6)                     | −1.6 (29.1)                    | −3.8 (25.2)                    | 1.76 (35.16)                   |
| Mínima mitjana °C (°F)             | −8.9 (16)                      | −8.8 (16.2)                    | −7.2 (19)                      | −4.3 (24.3)                    | 0.4 (32.7)                     | 5.2 (41.4)                     | 8.5 (47.3)                     | 7.8 (46)                       | 4.1 (39.4)                     | −0.6 (30.9)                    | −4.4 (24.1)                    | −7.1 (19.2)                    | −1.28 (29.71)                  |
| Mínima rècord °C (°F)              | −23.5 (−10.3)                  | −23.0 (−9.4)                   | −21.0 (−5.8)                   | −16.5 (2.3)                    | −14.3 (6.3)                    | −4.3 (24.3)                    | 2.5 (36.5)                     | 0.0 (32)                       | −8.2 (17.2)                    | −15.0 (5)                      | −18.1 (−0.6)                   | −20.4 (−4.7)                   | −23.5 (−10.3)                  |
| Precipitació mitjana mm (polzades) | 71 (2.8)                       | 65 (2.56)                      | 62 (2.44)                      | 60 (2.36)                      | 47 (1.85)                      | 52 (2.05)                      | 56 (2.2)                       | 60 (2.36)                      | 79 (3.11)                      | 93 (3.66)                      | 85 (3.35)                      | 90 (3.54)                      | 820 (32.28)                    |
| Font: http://eklima.met.no/        |                                |                                |                                |                                |                                |                                |                                |                                |                                |                                |                                |                                |                                |

## Economia i turisme
Està en marxa el projecte de construir un gran gasoducte pel gas que hi ha a l'illa de Melkøya amb una gran empenta econòmica per a la ciutat al contrari del que passa a la resta de Finmark. Hi ha alguns problemes de contaminació lligats a l'explotació del gas. Snøhvit is Europe's first export facility for liquefied natural gas.
A Hammerfest s'hi desenvolupen els esports de pesca i la pesca comercial, tant de mar obert com d'aigües interiors. Es programen visites turístiques a una glacera propera. És punt de partida pel Cap Nord i està cobert per la Hurtigruten. Hammerfest és un centre de la cultura Sami.

## Transports

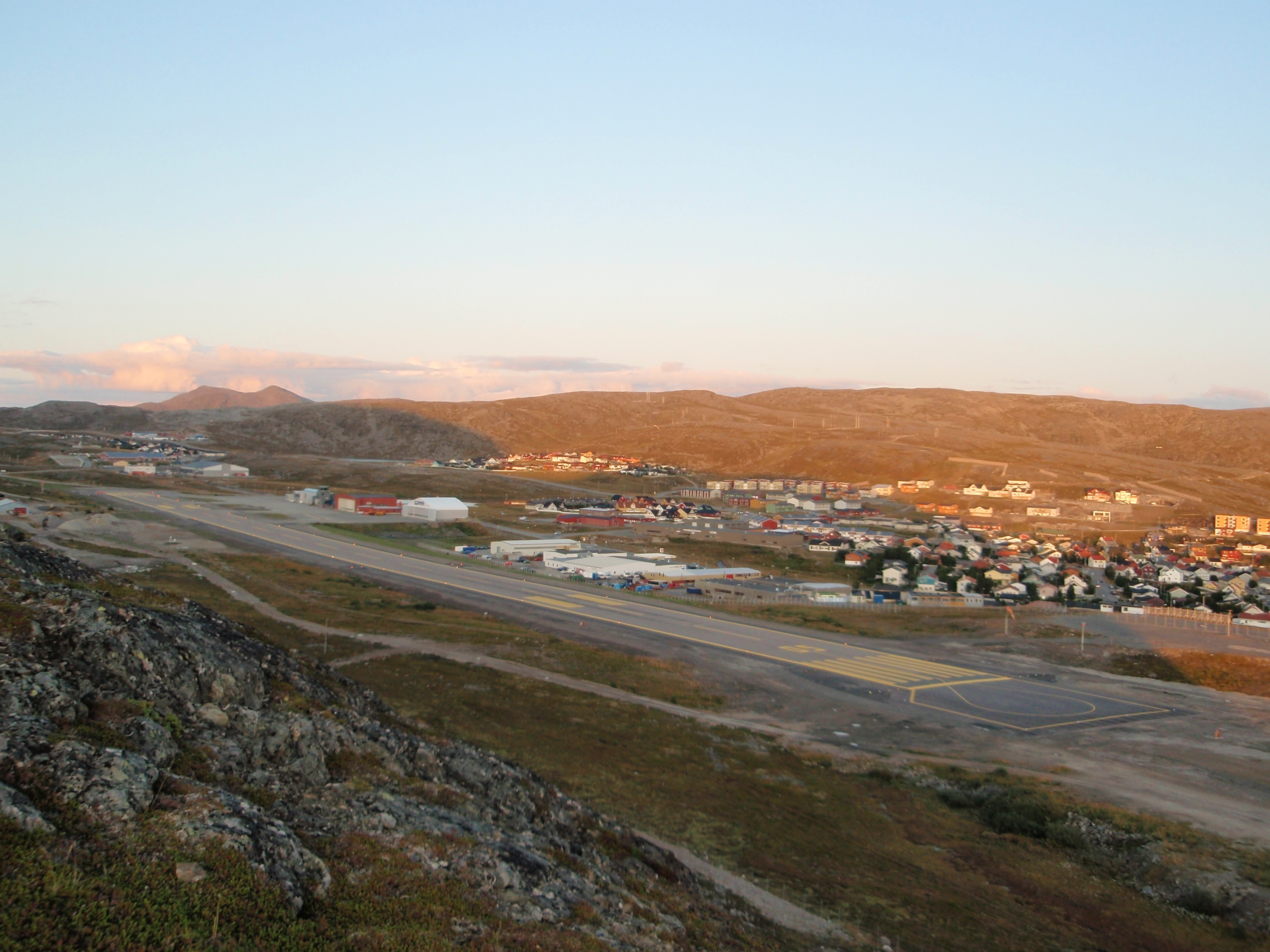
Aeroport de Hammerfest

Hammerfest està connectat a la xarxa principal de carreteres per carretera nacional noruega 94 que es desvia de la ruta europea E6 al veí municipi de Kvalsund. La ciutat és un port d'escala per a la ruta del vaixell Hurtigruten. Hammerfest també té el tercer aeroport més gran de Finnmark, l'aeroport de Hammerfest, que va obrir el 30 de juliol de 1974. Abans de l'obertura de l'aeroport, l'únic enllaç aeri a Hammerfest era en hidroavió, la primera ruta establerta el 1936.

## La qüestió dels rens
Durant l'estiu, els ramats de rens massives emigren de les seves pastures d'hivern a les parts internes de Finnmark a la costa. Entre les illes habitades per rens durant els mesos d'estiu és la Kvaløya, l'illa en la qual es troba la ciutat de Hammerfest. Durant anys, molts dels 2.500 a 3.000 rens a la zona han estat venint a la ciutat en si, vagant als carrers i entre les cases. Encara que és molt popular entre els turistes, això ha estat menys favorable rebut per la població de la ciutat, amb gent que es queixa de les pertorbacions del trànsit i els fems i l'orina deixada pels animals. Per raons d'higiene grans sumes de diners han de ser gastades cada any per netejar després dels animals. En resposta a les queixes de les autoritats de la ciutat van construir 20 quilòmetres de llarg, i 1,2 metres d'altura de tanca que envolta la ciutat per mantenir els animals fora. No obstant això, a partir de la temporada de rens del 2008, la tanca havia demostrat ser ineficaç, amb la gestió del ren per passar a través de les cruïlles de carretera, tot i la presència de reixes electrificades incrustat a terra. El problema continua -. l'alcalde, Alf E. Jakobsen, va fer broma durant les eleccions locals el 2011 dient que estava disposat a fer una cursa com a pastor de rens si perdia la votació.

## Ciutats agermanades
Hammerfest manté una relació d'agermanament amb les següents localitats: 
- – Haparanda, Suècia[13]
- – Ikast, Dinamarca[14]
- – Kola, Rússia[15]
- – Mokpo, Corea del Sud[16]
- – Petersburg, Alaska, Estats Units d'Amèrica[17]
- – Tornio, Finlàndia[18]
- – Trelleborg, Suècia[14]
- – Ushuaia, Argentina

## Consolats estrangers
Dinamarca, Suècia, Finlàndia i els Països Baixos tenen consolats honoraris a Hammerfest.